# Помаре II
Пома́ре II — король Таити из династии Помаре. Правил в 1803—1821 годах. Объединил под своей властью Острова Общества, также захватил западную часть островов Туамоту и острова Тубуаи.

## Биография
Помаре II родился в 1782 году, сын Помаре I. Стал первым представителем династии Помаре, установившим полный контроль над островом Таити в значительной степени благодаря христианским миссионерам из Лондонского миссионерского общества, высадившихся на острове в 1797 году. Хотя религиозная деятельность миссионеров в первые годы была малоуспешной (островитяне считали их виновными в большом количестве смертей от заболеваний, завезённых чужеземцами), тем не менее она не была запрещена. В последующем именно миссионеры, как и европейские торговцы, оказали содействие Помаре IІ в сохранении своей власти. Когда в 1808 году власть короля оказалась под угрозой и он был вынужден бежать на остров Муреа, его сопровождал миссионер Генри Нотт. Только в 1811 году при помощи европейских торговцев Помаре удалось вернуть контроль над всем островом Таити без какого-либо сопротивления. В 1812 году он принял христианство (официальное крещение состоялось в 1819 году), а в 1815 году благодаря европейскому огнестрельному оружию одержал победу у Феи-Пи. Став христианином, Помаре запретил на острове поклонение языческим богам и приказал разрушить местные мараэ. Кроме того, он издал свод законов, запрещавший полигамию, человеческие жертвоприношения и детоубийство.
Умер в 1821 году от алкоголизма, передав престол Помаре III.

## Память
В День миссионера, в национальный праздник Французской Полинезии, в коммуне Аруэ возлагают цветы к могиле первого христианского короля Таити Помаре II.